# Virginia Slims of Dallas 1983
Il Virginia Slims of Dallas 1983 è stato un torneo di tennis giocato sul sintetico indoor. È stata la 12ª edizione del torneo, che fa parte del Virginia Slims World Championship Series 1983. Si è giocato al Moody Coliseum di Dallas negli USA dal 7 al 14 marzo 1983.

## Campionesse

### Singolare
Martina Navrátilová ha battuto in finale  Chris Evert-Lloyd con il punteggio di 6–4, 6–0

### Doppio
Martina Navrátilová /  Pam Shriver hanno battuto in finale  Rosemary Casals /  Wendy Turnbull con il punteggio di 6–3, 6–2